# Khachig Tölölyan
Khachig Tölölyan (arménien occidental : Խաչիկ Թէօլէօլեան), né en 1944 à Alep (Syrie), est un chercheur arméno-américain spécialisé dans l'étude des diasporas. Il a passé l'essentiel de sa carrière à l'université Wesleyenne.

## Biographie

### Jeunesse
Khachig Tölölyan naît en 1944 à Alep, en Syrie,, de Minas Tölölyan et Kohar Tölölyan (née Chobanian), intellectuels et éducateurs arméniens de Turquie. Il grandit dans les communautés de la diaspora arménienne du Proche-Orient. La famille Tölölyan résident à Alep avant de s'installer au Caire, en Égypte, en 1956, puis à Beyrouth, au Liban, en 1957. En 1960, ils déménagent finalement aux États-Unis et s'installent à Watertown dans la Massachusetts.

### Éducation
Tölölyan est diplômé de l'université de Harvard avec une licence en biologie moléculaire avant d'obtenir un master en anglais à l'université de Rhode Island, puis un master à l'université Wesleyenne et un doctorat à l'université Brown en littérature comparée.

### Carrière
Tölölyan est professeur d'anglais et de lettres à l'université Wesleyenne jusqu'à sa retraite en 2021. Au cours de sa carrière il est professeur invité à l'université du Michigan à Ann Arbor et à l'université Johns Hopkins.
Il est considéré comme l'un des fondateurs de la discipline académique se concentrant sur l'étude des diasporas,. Il est le fondateur de la revue universitaire Diaspora: A Journal of Transnational Studies, qui publie des articles de chercheurs renommés tels que Rey Chow, Vijay Mishra, et Lisa Lowe. La revue est initialement publiée par Oxford University Press, puis, depuis 1996, elle est publiée par la University of Toronto Press.
Tölölyan publie également des articles sur la littérature, notamment sur le romancier Thomas Pynchon, le terrorisme, le nationalisme, le transnationalisme et la mondialisation. Tölölyan est connu pour être un membre actif de la communauté de la diaspora arménienne et est l'auteur de plusieurs centaines de chroniques et d'articles dans la presse en arménien,.

## Publications
- Tölölyan, « Rethinking diaspora(s): Stateless power in the transnational moment », Diaspora, vol. 5, no 1,‎ 1996, p. 3–36 (DOI 10.1353/dsp.1996.0000, S2CID 145562896, lire en ligne)
- Tölölyan, « The Nation-State and Its Others: In Lieu of a Preface », Diaspora, vol. 1, no 1,‎ 1991, p. 3–7 (DOI 10.1353/dsp.1991.0008, S2CID 144826260, lire en ligne)